# 曼谷轨道交通系统

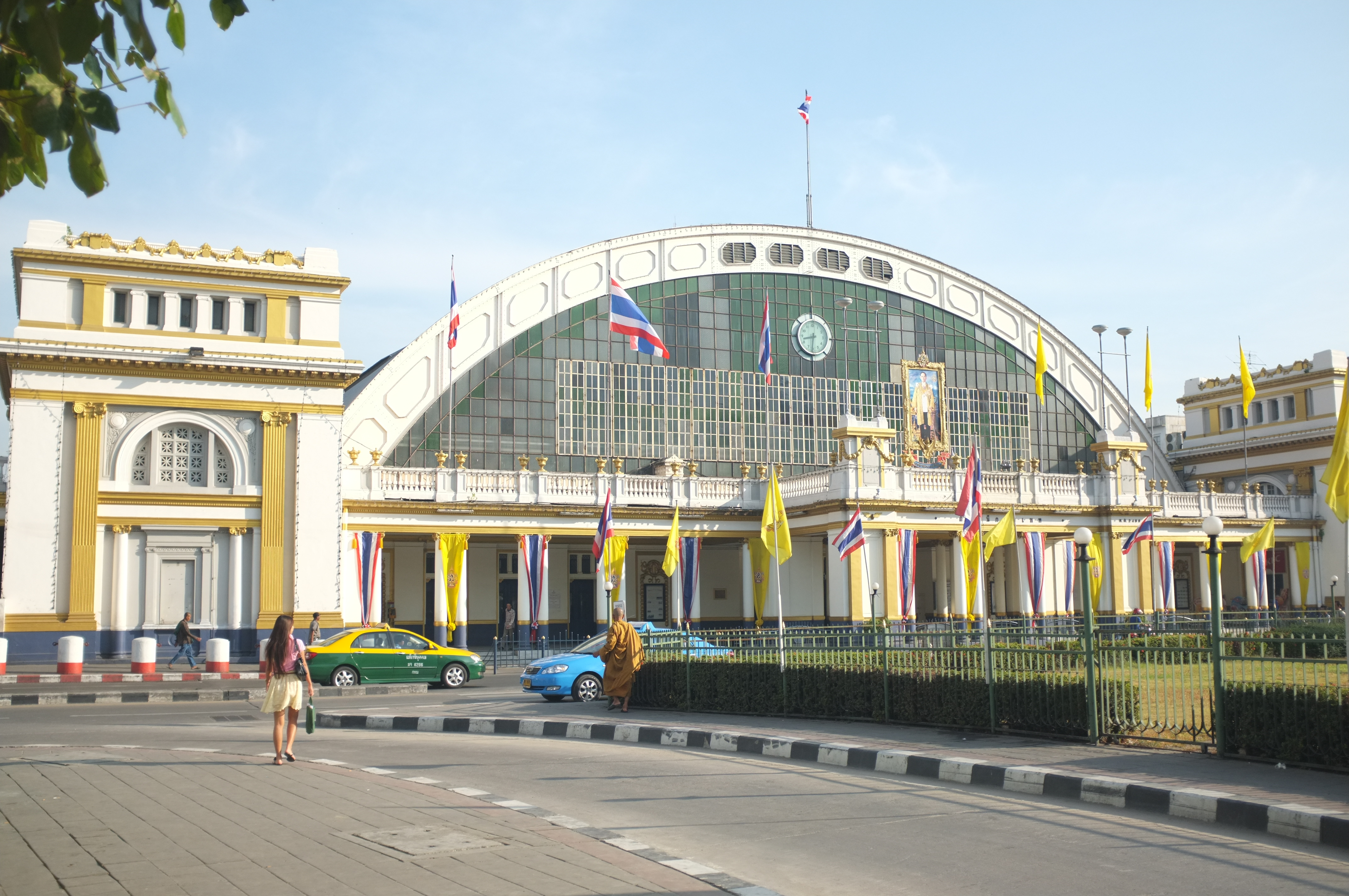
华南蓬火车站

曼谷的轨道交通始于1893年开通的由曼谷到北榄府的北榄铁路。这条线路随后发展为泰国境内的第一条铁路。随后，于1896年开始运营的曼谷- 呵叻 （ Nakhon Ratchasima ）铁路被认为是曼谷轨道交通系统的第一条线路。随后，自曼谷始发的铁路被延长至清迈，廊开 ，乌汶叻差他尼 和泰国南部的素艾哥洛县（双溪歌乐县、Sungai Kolok）。至于曼谷市内最早的城市轨道交通系统则是1999年启用的曼谷大眾運輸系統（BTS Skytrain）。在此之后差隆拉差蒙坤线（蓝线）于2004年开通， 素万那普机场快轨则于2010年正式开通。 

## 长途火车和郊区火车
位于曼谷市内的曼谷火车站是泰国国家铁路局运营的主要火车站。从本站出发的火车路线共有5条，分别是 
1. 北线 起点站是曼谷站，终点站是清迈站。
2. 东北线 起点站是曼谷站，到达希拉枢纽车站后，将分为以下两条线 
  1. 终点站为廊开站
  2. 终点站为乌汶叻差尼站
3. 东线 起始站是曼谷火车站，到达北柳枢纽车站后，本线将分为以下两条线路 
  1. 终点站为Aranyaprathet站
  2. 终点站为Ban Phlu Ta Luang站
4. 南线 起点站为曼谷站及吞武里站。当到达合艾枢纽站后，本线将分为以下两条线路 
  1. 终点站为马来西亚槟城的北海站
  2. 终点站为那拉提瓦府双溪哥乐站

## 轨道交通
曼谷大都会地区的轨道交通规划是基于《曼谷大都会地区捷运总体规划》开展的。本规划属于《曼谷及周边地区轨道交通总体规划》的一部分。1998年，泰国内阁下令泰国交通部所属运输和交通政策与规划办公室和泰国国家铁路局、泰国大众捷运局、曼谷市及泰国财政部所属公共债务管理办公室等机构合作，使原本的曼谷大众交通规划更加符合曼谷高架公路及铁路系统被裁撤及97亚洲金融危机背景下的现实情况。

## 查看更多
- 泰国铁路运输
- 曼谷大眾運輸車站列表